# Interjú a vámpírral (film)
Az Interjú a vámpírral, (Interview with the Vampire) egy 1994-es amerikai film Tom Cruise, Brad Pitt, Antonio Banderas és Kirsten Dunst főszereplésével. Anne Rice 1976-os azonos című könyvének feldolgozása.
A véges életre kárhoztatott embereket minden korban izgatta a halhatatlanság kérdése. Ez a kíváncsiság és az öröklét óhaja szülte a gonosz társául szegődött vérszívó vámpírok legendáját. Az Interjú a vámpírral e misztikus lét lényegét kutatja, miközben csodálatos időutazásra hívja a nézőket: a kétszáz éves „fiatalember” ad interjút életéről egy becsvágyó újságírónak. Elmeséli, hogy miként nyert örök életet, amelynek terhe egyre nyomasztóbban nehezedik rá...
Az Anne Rice nagy sikerű könyvéből bravúros képi megoldásokkal készült feldolgozás érdekessége, hogy Neil Jordan rendező – a hagyományos vámpírtörténetektől eltérően – arra a morális kérdésre helyezte a fő hangsúlyt: elviselhető-e az öröklét, ha cserébe magányos ragadozókká kell válni?

## Szereplők
| Szerep                 | Színész          | Magyar hang       |
| ---------------------- | ---------------- | ----------------- |
| Lestat de Lioncourt    | Tom Cruise       | Rátóti Zoltán     |
| Louis de Pointe du Lac | Brad Pitt        | Selmeczi Roland   |
| Armand                 | Antonio Banderas | Galambos Péter    |
| Claudia                | Kirsten Dunst    | Nemes Takách Kata |
| Daniel Molloy          | Christian Slater | Kálid Artúr       |
| Santiago               | Stephen Rea      | Csuja Imre        |
| Yvette                 | Thandiwe Newton  |                   |

## Díjak és jelölések
- BAFTA-díj (1995 ) – Legjobb operatőr: Philippe Rousselot
- BAFTA-díj (1995 ) – Legjobb látványtervezés: Dante Ferretti
- BAFTA-díj (1995 ) – Legjobb jelmeztervezés jelölés: Sandy Powell
- Golden Globe-díj (1995 ) – Legjobb női mellékszereplő jelölés: Kirsten Dunst
- Golden Globe-díj (1995 ) – Legjobb eredeti filmzene jelölés: Elliot Goldenthal
- Oscar-díj (1995 ) – Legjobb látványtervezés jelölés: Dante Ferretti
- Oscar-díj (1995 ) – Legjobb eredeti filmzene jelölés: Elliot Goldenthal

## Filmzene
1. The King's Consort – "Terpsichore and Harp Concerto in B Flat"
2. Joanna Leach – "Sonata in F Sharp"
3. Joanna Leach – "Sonata in E Flat Adagio E Cantabile"
4. Guns N’ Roses – "Sympathy for the Devil"